# Víctor IV
Víctor IV   (Tívoli, 1095 - Lucca, 20 d'abril de 1164), nascut Ottaviano di Monticelli, va ser antipapa de l'Església Catòlica de Roma entre 1159 i 1164.

## Carrera
Era el cardenal prevere de Santa Cecilia al Trastevere abans de ser elegit com a antipapa gibel·lí el 1159, després de la mort d'Adrià IV i l'elecció d'Alexandre III. La seva elecció va rebre el suport de l'emperador Frederic Barba-roja. Va adoptar el nom de Víctor IV en no comptar l'antipapa Víctor IV de 1138, car aquest només va ser-ho uns pocs mesos.
Va ser descrit per John de Salisbury com a eloqüent i refinat, però petit i parsimoniós. En ser enviat amb el cardenal Giordano de Santa Susanna com a legat papal per convocar a Conrad II perquè fos coronat a Itàlia com a Emperador, va tenir un altercat amb el seu co-llegat i, en paraules de Salisbury, «va convertir l'Església en un ludibri». Ambiciós i poc hàbil, aviat va perdre la confiança dels prínceps europeus, la majoria dels quals van reconèixer Alexandre III al sínode de Beauvais (1160).
A la seva mort, l'antipapa Pasqual III el va succeir.